# Олена Вознесенська
ВОЗНЕСЕНСЬКА ОЛЕНА АНДРІЇВНА- українська телеведуча, диктор, журналіст, акторка театру і кіно. Кандидат юридичних наук.  Miss Blonde Ukraine 2009. «Супер мама» на телеканалі СТБ. 

## Біографія
Народилася 17 серпня 1986 року в Запоріжжі.
Навчалася в Харківському національному університеті внутрішніх справ за спеціалізацією «Інтерпол». Закінчила Харківський національний університет ім. В.Н. Каразіна та отримала дві вищі освіти за спеціальністю «Юридична журналістика» та «Філологія».
Вперше на телебачення потрапила у 2006 році. Працювала ведучою «Новин Онлайн» на телеканалі Simon.
Паралельно викладала трудове право в Харківському торговельно-економічному коледжі КНТЕУ. Після закінчення університету переїхала до Києва і працювала викладачем трудового та інформаційного права в Київському національному торговельно-економічному університеті. Паралельно закінчила аспірантуру та захистила кандидатську дисертацію на тему «Державне управління та регулювання в галузі аудіовізуальних засобів масової інформації», отримала науковий ступінь кандидата юридичних наук.
Разом з тим, продовжувала працювати ведучою на українському телебаченні.
З 2007 року – на телеканалі Перший діловий. вела програму FASHIONLINE.
З 2009 року – ведуча ранкової інформаційно-розважальної програми «Доброго ранку, Україно!» на телеканалі «ЕРА».
З 2011 до 2017 року працювала ведучою редакції інформаційного мовлення на телеканалі ТОНІС.
З 2017 до 2020 року – ведуча новин на телеканалі іноземного мовлення «UA|TV».
З 2020 року – ведуча редакції інформаційного мовлення на телеканалі «Київ».
Паралельно з телебаченням, освоювала ази кінематографії. Закінчила курси театрального та кіномистецтва у Харкові. З 2006 року працює актрисою театру і кіно. В 2018 році закінчила Українську школу кіно Ukrainian Film School. Зіграла головні ролі в короткометражних стрічках «Ярлики», «Вороги», «Лаунжерон», «Грааль», в серіалах «Клініка» (телеканал «1+1»), «Женский доктор» (телеканал «Україна»), «Історія одного злочину» (телеканал «Україна»), «Школа» (телеканал «1+1»). 
Зіграла одну з головних ролей (судмедексперт - патологоанатом Марія Небесна) в детективному серіалі «Слід» (телеканал СТБ). 
З червня 2020 року і до відпустки, у звʼязку із вагітністю та пологами (2022 рік) - вела на телеканалі «Київ» програму «Київ Newsroom» разом із Василем Климчуком. 
З квітня 2024 року працює над однією із головних ролей у новому українському серіалі «К.О.Д.» (серіал обʼєднав два проєкти - «Слід» та «Водна поліція»), де продовжує грати подругу Ольги Косач (Тетяна Кравченко) - патологоанатома Марію Небесну. 

## Вибрана фільмографія
- 2024 - «К.О.Д.»  (головний судмедексперт і патологоанатом Кримінально-оперативного департаменту Марія Небесна).
- 2020 — «Філін» (головна підозрювана)
- «Слід»[6] (судмедексперт і патологоанатом Марія Небесна)

- 2019 — «Жіночий лікар-4» (Клара, начальник юридичного відділу Клініки, коханка Тараса)
- «Інше життя Анни» (телеведуча, відома актриса)
- «Паніка Вова» (колишня дівчина Вови)

- 2018 — «Історія одного злочину» (3-й і 4-й сезони) (майор міліції Юлія Покровська) [7]
- Короткометражна драма  «Ярлики» (продавчиня квіткової лавки)
- «Опер за викликом» (працівниця міліції, співучасниця злочинного угруповання «Лисиця»)
- «Парашутисти»
- Короткометражна комедія «Лаунжерон» (дружина чоловіка-невдахи, який шукає спосіб зберегти шлюб без зайвих зусиль)
- Короткометражна драма «Грааль» (божевільна, субособистість «мати»)
- «Голос з минулого» (телеведуча, журналістка)
- 2017 — «Школа» (Алла, друга дружина Кирила, батька Ніки)
- «Спокуса», «Спокуса-2» (журналістка)
- 2016 — «Клініка» (лікар-терапевт вищої категорії)
- 2015 — «Центральна лікарня» (пацієнтка)
- 2015 - «Сімейні мелодрами»

## Педагог публічно принизила 7-ми річного сина актриси Олени Вознесенської[8]
Зірка серіалу «КОД» Олена Вознесенська розповіла про навіжену сусідку-фанатку, яка побила їй вікна.
Зірка серіалу «Школа» Олена Вознесенська показала  накачений прес
Україна – це моя фортеця. Акторка Олена Вознесенська про вибір не виїжджати та чому пологи стали справжнім викликом
“Син закричав: «Мама! На нас їдуть танки!». Зірка серіалів «КОД» та «Слід» про випробування під час великої війни